# Sea People
Sea People (Criaturas del mar) Es una película de 1999 dirigida por Vic Sarin

## Argumento
Cuenta la historia de Amanda Stewart, una adolescente que quiere nadar en el Canal de la Mancha. En su camino se encuentra a una pareja de ancianos  que tienen una perspectiva diferente sobre el agua, ellos han visto criaturas en el mar. 

## Reparto
- Hume Cronyn como Mr. John McRae.

- Joan Gregson como Mrs. Bridget McRae.

- Tegan Moss como Amanda Forrest.

- Shawn Roberts como Peter Warner.

- Ron Lea	como James Forrest.

- Arlene Mazerolle como Celia Forrest.

- Don McKellar como Mr. Whittaker, School Teacher.

- Cedric Smith como Samuel 'Sam' Casey (Sea Person).

- Janet Kidder como Ms. Busby, Swim Teacher.

- James Mainprize	como Red Faced Man.

- Datos: Q33101456